# 33-тя гвардійська ракетна дивізія (СРСР)
33-тя гварді́йська раке́тна Сві́рська Червонопра́порна, ордені́в Суво́рова, Куту́зова та Олекса́ндра Не́вського диві́зія (33 гв. РД, в/ч 14225) — військове з'єднання в складі 43-ї ракетної армії РВСП Збройних сил СРСР.
Щорічне свято дивізії — 19 березня — на честь першого залпу бригади по ворогу в 1943 році.

## Історія
У лютому 1943 року в районі села Бабаново Мгинського району Ленінградської області оперативна група ГМЧ Волховського фронту приступила до формування 7-ї гвардійської мінометної бригади у складі 4 дивізіонів: 509-го, 512-го, 573-го та 574-го. До 1 березня формування бригади було завершене. 9 березня на підставі наказу Ставки Верховного Головнокомандування бригаді вручено Бойовий прапор.
19 березня 1943 року о 8 годині 12 хвилин прогримів перший залп гвардійських мінометів М-31 («Катюша») 7-ї гвардійської мінометної бригади.
1 жовтня 1959 року 7-а гвардійська мінометна бригада 10-ї артилерійської дивізії прориву РГВК переформована в 15-у гвардійську Свірську Червонопрапорну орденів Суворова, Кутузова і Олександра Невського інженерну бригаду РВГК (Директива ЗМО № 007600038 від 1 серпня 1959 року). Інженерна бригада сформована в складі двох інженерних полків (396-й та 398-й) і двох рухомих ремонтно-технічних баз (981-а та 982-а).
1 червня 1960 року управління 15-ї інженерної бригади переформовано в управління 33-ї ракетної дивізії з дислокацією в місті Мозир (Білорусь). Тут таки розмістився 443-й окремий батальйон зв'язку. До несення бойового чергування допущені 18 з 32 стартових батарей. Бойовими розрахунками проведено два пуски навчально-бойових ракет Р-12 з полігону «Капустин Яр».
1 грудня 1960 року сформовані 404-й Городоцький орденів Суворова, Кутузова і Олександра Невського ракетний полк і 1513-а рртб з дислокацією в Гомелі. 1 грудня 1961 року сформовано 104-й рп і 842-й ртб з дислокацією у військовому містечку Лапичі Осиповицького району. До бойового чергування допущено 35 з 40 бойових розрахунків. Проведено п'ять навчально-бойових пусків ракет з полігону Капустин Яр. Час підготовки ракет до пуску скорочено з 22 до 15 годин.
У вересні 1962 року зі складу дивізії вибули 85-й і 104-й ракетні полки, а також 857-й і 842-й ртб. 1 жовтня 1961 року на базі 369-го рпі 396-го рп сформований 156-й окремий ракетний полк (орп), на базі 966-го і 981-го ртб сформована 3660-а ремонтно-технічна бригада. Обидві частини дислокувалися в селищі Житковичі. В подальшому передбачалась передислокація цих частин на територію НДР, однак, у зв'язку з постановкою на бойове чергування ракет Р-14 (8К65) з більшою дальністю стрільби, ніж у ракет Р-12, необхідність у передислокації полку в НДР зникла. Наказом Головкома РВ від 12 липня 1962 року 156-й окремий ракетний полк був розформований, а його підрозділи повернуті до складу 369-го та 396-го ракетних полків.
Наказом Міністра оборони СРСР від 19 березня 1970 року 33-я ракетна дивізія включена до складу 43-ї ракетної армії (м. Вінниця).
У 1975 році дивізія приступила до освоєння рухомого ґрунтового ракетного комплексу «Піонер». Того ж року для забезпечення дивізії та її частин була сформована 212-а окрема вертолітна ескадрилья (ове) у складі двох ланок по три гелікоптери Мі-8 у кожному ланці. Пізніше в штат ескадрильї була включена ланка, що складається з двох гелікоптерів Мі-9 ВзПУ. В 1993 році ескадрилья була розформована.
В січні 1976 року 396-й рп переведений на штат ПГРК «Піонер». У тому ж році знятий з бойового чергування 369-ї рп та 966-а ртб на РК Р-12. 966-а ртб розформована. 369-й рп переведений на штат ПГРК «Піонер». У складі 33-ї ракетної дивізії створені окремий інженерно-саперний батальйон (оісб) і відділ капітального будівництва (вкб).
31 серпня 1976 року вперше в РВСП на бойове чергування на рухомому ґрунтовому ракетному комплексі «Піонер» заступили: управління 33-ї ракетної дивізії, 443-й вузол зв'язку дивізії, 396-й ракетний полк шістьма СПУ, 982-а ремонтно-технічна база.
17 грудня 1976 року другим у 33-й рд і третім в РВСП на бойове чергування шістьма СПУ заступив 369-й ракетний полк. У 1977 році 396-й і 369-й ракетні полки заступили на бойове чергування 9 пусковими установками в кожному полку на ПГРК 15П653(РСД-10М).
1978 року в Мозирі за новим штатом сформовані: 534-а технічна ракетна база (трб), 445-а окрема група регламенту засобів бойового управління і зв'язку (огрзбуз), 668-а база матеріально-побутового забезпечення (бмпз), 314-й вузол комплексного технічного контролю (уктк), 500-й військовий госпіталь (вг) і 91-а окрема автомобільна рота.
1979 року в 33-й ракетній дивізії за штатами ПГРК «Піонер» сформовані: 971-й повітряний запасний командний пункт (пзкп), 46-а станція фельд'єгерського поштового зв'язку (сфпз). Того ж року в червні 404-й ракетний полк переведений на штат ПГРК «Піонер».
В лютому 1980 року 306-й ракетний полк 50-ї ракетної армії передано до складу 33-ї ракетної дивізії 43-ї ракетної армії. Полк знятий з бойового чергування з РК Р-12. 1 вересня того ж року 306-й ракетний полк переформований на штат РК РСД-10М і відправлений для перенавчання й отримання техніки на полігон Капустин Яр. У складі дивізії сформований 286-й обчислювальний центр (ОЦ).
У 1982 році дивізія нагороджена вимпелом Міністра оборони СРСР «За мужність і військову звитягу» і перехідним Червоним прапором Військової ради РВСП. З 1982 по 1987 роки цей перехідний Червоний прапор вручався дивізії щорічно, а в 1984 і 1987 роках залишений на довічне зберігання.
В період з 1 листопада по 1 грудня 1988 року 396-й ракетний полк переформований в ракетний полк з ракетним комплексом «Тополь». У 1989 році на РК «Тополь» переозброєні 404-й, 369-й і 306-й ракетні полки, а 398-й ракетний полк в лютому 1990 року розформований.
До 1 грудня 1994 року 306-й та 396-й рп передислоковані на територію Росії, в селище Виползово, де й були розформовані. У вересні 1995 року розформований 404-й рп. Останній з ракетних полків дивізії — 369-й, розформований у березні 1997 року, а в травні цього ж року розформовано управління 33-ї ракетної дивізії.

## Склад
- Станом на 1960 рік:
  - 85-й ракетний полк (м. Пінськ);
  - 369-й ракетний полк (м. Житковичі);
  - 396-й ракетний полк (с. Мишанка);
  - 398-й ракетний полк (м. Мозир);
  - 404-й ракетний полк (м. Гомель).
- Станом на 1962 рік:
  - 369-й ракетний полк (м. Житковичі);
  - 396-й ракетний полк (с. Мишанка);
  - 398-й ракетний полк (м. Мозир);
  - 404-й ракетний полк (м. Гомель).
- Станом на 1980 рік:
  - 306-й ракетний полк (м. Слуцьк);
  - 369-й ракетний полк (м. Житковичі);
  - 396-й ракетний полк (с. Мишанка);
  - 398-й ракетний полк (м. Мозир);
  - 404-й ракетний полк (м. Речиця).

## Командири дивізії
- 07.10.1960 — 31.03.1966 — генерал-майор Осюков Григорій Лаврентійович;
- 31.03.1966 — 17.12.1974 — генерал-майор Мерзляков Григорій Михайлович;
- 17.12.1974 — 09.12.1980 — генерал-майор Бородунов Євген Семенович;
- 09.12.1980 — 06.08.1987 — генерал-майор Моложаєв Ігор Ілліч;
- 06.08.1987 — 29.06.1990 — генерал-майор Ющенко Валерій Піменович;
- 29.06.1990 — 06.08.1994 — генерал-майор Кунарєв Геннадій Олександрович;
- 06.08.1994 — 14.06.1995 — полковник Коваленко Геннадій Миколайович;
- 14.06.1995 — 03.09.1996 — Увакін Володимир Дмитрович.

## Нагороди і почесні найменування
- Свірська — Наказ ВГК СРСР від 02.07.1944 року.
- — Указ ПВР СРСР від 29.09.1943 року.
- — Указ ПВР СРСР від 04.07.1945 року.
- — Указ ПВР СРСР від 14.11.1944 року.
- — Указ ПВР СРСР від 17.05.1945 року.